# Іштван Буша
Іштван Буша (угор. Busa István, нар. 31 травня 1961) — угорський фехтувальник на рапірах, бронзовий призер Олімпійських ігор 1988 року.

## Виступи на Олімпіадах
| Олімпіада      | Дисципліна           | Місце |
| -------------- | -------------------- | ----- |
| Сеул 1988      | командна рапіра      | 3     |
| Барселона 1992 | індивідуальна рапіра | 27    |
| Барселона 1992 | командна рапіра      | 4     |